# BOLT-117
BOLT-117 — Управляемая авиационная бомба.
Разработана в США, принята на вооружение в 1968 году.
BOLT-117 (BOmb, Laser Terminal-117) является первой в мире бомбой оснащённой лазерной системой наведения. Она состояла из стандартной 750-фунтовой бомбы M117 с лазерной системой наведения и управления KMU-342. Это оружие было успешно использовано во вьетнамской войне .